# Hang-Gong Haegun Salyeongbu
La Hang-Gong Haegun Salyeongbu (항공 해군 사령부?, tradotto dalla lingua coreana Comando Aeronavale, in lingua inglese Air Naval CommandLR), è la componente aerea della Daehanminguk Haegun, la marina militare della Corea del Sud, e parte integrante delle forze armate sudcoreane.
Essa è una importante componente della Marina sudcoreana e concorre con pattugliamenti di superficie e antisommergibili a garantire la sicurezza dei confini marittimi.

## Storia
L'Air Naval Command è stato istituito il 15 luglio 2022, dopo che la Marina Sudcoreana ha deciso di modificare i propri assetti aeronavali, convertendo il 6th Air Wing di Pohang, strutturato sul 61º Gruppo, equipaggiato con velivoli ad ala fissa, 2 gruppi di elicotteri ed in più reparti minori e supporti. Rispetto al 6th Air Wing che era guidato da un contrammiraglio ad una stella, il nuovo Air Naval Command sarà retto da uno a due stelle, il Contrammiraglio Lee Sang-Sik, nominato nello stesso giorno della nascita del nuovo comando. Obbiettivo della riorganizzazione è il potenziamento delle capacità antisommergibile dell’aviazione navale sudcoreana.
I velivoli che facevano parte del 6th Air Wing sono stati trasferiti al nuovo Naval Air Command.

## Aeromobili in uso
Sezione aggiornata annualmente in base al World Air Force di Flightglobal del corrente anno. Tale dossier non contempla UAV, aerei da trasporto VIP ed eventuali incidenti accorsi durante l'anno della sua pubblicazione. Modifiche giornaliere o mensili che potrebbero portare a discordanze nel tipo di modelli in servizio e nel loro numero rispetto a WAF, vengono apportate in base a siti specializzati, periodici mensili e bimestrali. Tali modifiche vengono apportate onde rendere quanto più aggiornata la tabella.
| Aeromobile                        | Origine            | Tipo                              | Versione (denominazione locale) | In servizio (2024) | Note | Immagine |
| Aerei da pattugliamento marittimo |                    |                                   |                                 |                    | |          |
| Lockheed P-3 Orion                | Stati Uniti        | aereo da pattugliamento marittimo | P-3C Update IIIP-3CK            | 87                 | 8 P-3C Update III consegnati alla fine del 1994. Altri P-3B ex US Navy, aggiornati alla versione P-3CK da KAI, entrarono in servizio dall'inizio del 2010. Un P-3CK è stato perso in un incidente il 26 maggio 2025. |          |
| Boeing P-8 Poseidon               | Stati Uniti        | aereo da pattugliamento marittimo | P-8A                            | 3                  | 6 P-8A ordinati a luglio 2018. Primi tre esemplari consegnati il 19 giugno 2024. |          |
| Aerei da trasporto                |                    |                                   |                                 |                    | |          |
| Reims-Cessna F406 Caravan II      | Francia            | aereo da trasporto                | C-400                           | 5                  | 5 F406 (denominati localmente C-400) consegnati nel 1998-1999. |          |
| Elicotteri                        |                    |                                   |                                 |                    | |          |
| Sikorsky SH-60 Seahawk            | Stati Uniti        | elicottero ASW                    | UH-60PMH-60R                    | 9                  | 10 UH-60P consegnati a partire dal 1992. Ulteriori 12 MH-60R ordinati il 21 aprile 2021. |          |
| AgustaWestland AW159 Wildcat      | Italia             | elicottero ASW                    | AW159 ASW                       | 8                  | 8 AW159 Wildcat acquistati nel 2016 e tutti in servizio all'agosto 2019. |          |
| Westland Lynx                     | Regno Unito Italia | elicottero ASW                    | Mk.99Mk.99A                     | 1112               | 12 Mk. 99 e 13 Mk. 99A ricevuti tra il 1990 e il 2000, due esemplari persi (un Mk.99 e un Mk.99A). |          |
| Bell 505 JetRanger X              | Stati Uniti        | elicottero da addestramento       | Bell 505                        | 3                  | 40 Bell 505 ordinati a maggio 2022, che saranno utilizzati per addestrare sia i piloti di Marina ed Esercito, con consegne previste tra il 2023 e il 2025.                                                           |          |

### Aeromobili ritirati
- Bell UH-1H Huey - 14 esemplari (1978-2024)[20]
- Sud-Aviation SA 319B Alouette III - 12 esemplari (1977-2019)[21][22]